# موراي بيرنثال
موراي بيرنثال (بالإنجليزية: Murray Bernthal)‏ هو مدير موسيقي أمريكي، ولد في 15 أبريل 1911 في بروكلين في الولايات المتحدة، وتوفي في 9 ديسمبر 2010 في سيراكيوز في الولايات المتحدة.